# ピットブル・スタジアム
ピットブルスタジアム（Pitbull Stadium）は、アメリカ合衆国フロリダ州マイアミにあるスタジアム。その名の通り、フロリダ国際大学(FIU)キャンパス内のスタジアムであり、カレッジフットボールのFIUゴールデン・パンサーズのホームスタジアムである。
建設当初は陸上トラック付きの多目的競技場であったが、数次の拡張を経て現在は球技専用スタジアムとなっている。
アメリカンフットボールのほか、サッカーにも使用され、2009年、2011年のCONCACAFゴールドカップ試合会場にもなっている。